# Gardenia maugaloae
Gardenia maugaloae är en måreväxtart som beskrevs av Carl Karl Adolf Georg Lauterbach. Gardenia maugaloae ingår i släktet Gardenia och familjen måreväxter. Inga underarter finns listade i Catalogue of Life.